# Bedingungslos
Bedingungslos – kompozycja z gatunku pop wyprodukowana przez Daniela Faust, Petera Plate, Sarah Connor oraz Ulfa Leo Sommer na dziewiąty w karierze album niemieckiej wokalistki Sarah Connor. Utwór został wydany jaki drugi singel dnia 23 października 2015 w krajach niemieckojęzycznych i promuje krążek Muttersprache.
Singel zadebiutował na 77 pozycji w Niemczech, trzy tygodnie przed oficjalną premierą. W czwartym z kolei tygodniu osiągnął najwyższą – 30 pozycję.

## Historia wydania
Początkowo artystka poinformowała przez swoją stronę na Facebooku, że zastanawia się nad wyborem utworu, który zostanie wydany jako drugi singel. Wybór miał zostać dokonany pomiędzy „Kommst Du mit ihr” a właśnie „Bedingungslos”. 11 września 2015 roku światło dziennie ujrzało lyric video do utworu.

## Promocja
Jeden z odcinków programu „Popstarts” został poświęcony najnowszemu albumowi Sary. Uczestnicy między innymi wykonali utwór Bedingungslos.
Pierwsze oficjalne wykonanie tego utworu odbyło się 18 lipca 2015 podczas koncertu Starnacht am Wörthersee.
Inne wykonania na żywo:
- 2 października 2015 – Talk Show[5]
- 23 października 2015 – BALOISE SESSION[6]
- 24 października 2015 – Verstehen Sie Spaß? – Das Erste[7]

## Lista utworów
„Bedingungslos” jest pierwszym singlem artystki, który nie został wydany w fizycznej kopii.
Digital EP
1. Bedingungslos (Radio Edit) 3:34
2. Bedingungslos (Rico Bernasconi Remix Edit) 3:58
3. Bedingungslos (Bedingungslos Achtabahn Remix Edit) 3:19
4. Bedingungslos (Rico Bernasconi Remix)	5:28
5. Bedingungslos (Achtabahn Remix) 4:31

## Pozycje na listach
| Lista przebojów (2015)            | Najwyższa pozycja |
| --------------------------------- | ----------------- |
| Europa (European Top 200 Digital) | 98                |
| Niemcy (Official Chart)           | 30                |
| Niemcy (Media Control)            | 38                |